# Pabianice Północne
Pabianice Północne – przystanek kolejowy w Pabianicach, w województwie łódzkim, w Polsce. Przystanek został wybudowany w latach 2021–2023, a jego otwarcie nastąpiło 10 grudnia 2023 roku.